# HD 217107
HD 217107 (6 G. Piscium) là một ngôi sao vàng cách Trái Đất 65 năm ánh sáng trong chòm sao Song Ngư. Khối lượng của nó tương tự Mặt Trời, mặc dù nó già hơn đáng kể. Hai hành tinh đã được phát hiện quay quanh ngôi sao: một hành tinh cực kỳ gần và hoàn thành một vòng quỹ đạo cứ sau 7 ngày, trong khi hành tinh kia cách xa hơn rất nhiều, mất 8 năm để hoàn thành một vòng quỹ đạo.

## Khoảng cách, tuổi và khối lượng
HD 217107 khá gần với Mặt Trời: vệ tinh Gaia đo thị sai của nó là 49,8170 Milliarcsecond, tương ứng với khoảng cách 65,47 năm ánh sáng. Cấp sao biểu kiến của nó là 6,17; khiến nó chỉ có thể nhìn thấy bằng mắt thường trong điều kiện thuận lợi.
Quang phổ quan sát cho thấy rằng loại quang phổ của nó là G7 hay G8, có nghĩa là nhiệt độ của nó là khoảng 5.000 K. Khối lượng của nó được cho là gần bằng Mặt Trời, mặc dù tuổi của nó ước tính 7,7 tỷ năm già hơn 4,6 tỷ năm của Mặt Trời, và nó được cho là bắt đầu phát triển từ dãy chính đã tiêu thụ gần như tất cả các hydro trong lõi của nó trong phản ứng tổng hợp hạt nhân.

## Hệ thống hành tinh
Một nghiên cứu về vận tốc xuyên tâm của HD 217107 được thực hiện vào năm 1998 nhận thấy chuyển động của nó dọc theo đường ngắm thay đổi theo chu kỳ 7,1 ngày. Khoảng thời gian và biên độ của biến động này chỉ ra rằng nó được gây ra bởi một hành tinh khác cùng quay trên quỹ đạo quanh ngôi sao, với khối lượng tối thiểu lớn hơn một chút so với Sao Mộc. Hành tinh đồng hành được đặt tên là HD 217107 b.
Trong khi hầu hết các hành tinh có chu kỳ quỹ đạo dưới 10 ngày có quỹ đạo gần như tròn, HD 217107 b có quỹ đạo hơi lệch tâm và các nhà khám phá của nó đã đưa ra giả thuyết rằng điều này có thể là do ảnh hưởng của lực hấp dẫn của hành tinh thứ hai trong hệ thống ở khoảng cách xa vài đơn vị thiên văn (AU). Xác nhận về sự tồn tại của một hành tinh thứ hai diễn ra vào năm 2005, khi các quan sát dài hạn về biến động vận tốc xuyên tâm của ngôi sao cho thấy một sự thay đổi trong khoảng thời gian khoảng 8 năm, do một hành tinh có khối lượng gấp đôi Sao Mộc trong một quỹ đạo kỳ dị với bán trục lớn khoảng 4,3 AU. Hành tinh thứ hai được đặt tên là HD 217107 c.
| Thiên thể đồng hành (thứ tự từ ngôi sao ra) | Khối lượng      | Bán trục lớn (AU) | Chu kỳ quỹ đạo (ngày) | Độ lệch tâm | Độ nghiêng | Bán kính |
| ------------------------------------------- | --------------- | ----------------- | --------------------- | ----------- | ---------- | -------- |
| b                                           | >14135±00042 MJ | 007505±000097     | 7126846±0000013       | 01283±00027 | —          | —        |
| c                                           | >4513±0072 MJ   | 6074±0080         | 5189±21               | 03848±00086 | —          | —        |